# Lobocleta nataria
Lobocleta nataria là một loài bướm đêm trong họ Geometridae.